# Pothos inaequilaterus
Pothos inaequilaterus là một loài thực vật có hoa trong họ Ráy (Araceae). Loài này được (C.Presl) Engl. miêu tả khoa học đầu tiên năm 1879.